# Bérus
Ne doit pas être confondu avec Berus.
Cet article concerne la commune de la Sarthe. Pour le groupe punk/alternatif français surnommé les Bérus, voir Bérurier Noir.
Bérus est une commune française, située dans le département de la Sarthe en région Pays de la Loire, peuplée de 434 habitants (les Bérusiens).
La commune fait partie de la province historique du Maine.

## Géographie
Située à environ 8 km au sud d'Alençon, cette commune est limitrophe du département de l'Orne (Héloup). Au sud du village, un massif forestier d'environ 400 hectares (le bois de Vaux) couvre le haut d'un plateau.

### Communes limitrophes
|                    | Héloup (Orne) | Arçonnay                 |
|                    | Bérus         | Champfleur               |
| Gesnes-le-Gandelin |               | Oisseau-le-Petit, Béthon |

### Climat
Pour des articles plus généraux, voir Climat des Pays de la Loire et Climat de la Sarthe.
En 2010, le climat de la commune est de type climat océanique dégradé des plaines du Centre et du Nord, selon une étude du CNRS s'appuyant sur une série de données couvrant la période 1971-2000. En 2020, Météo-France publie une typologie des climats de la France métropolitaine dans laquelle la commune est dans une zone de transition entre le climat océanique et le climat océanique altéré et est dans la région climatique  Normandie (Cotentin, Orne), caractérisée par une pluviométrie relativement élevée (850 mm/a) et un été frais (15,5 °C) et venté.
Pour la période 1971-2000, la température annuelle moyenne est de 10,6 °C, avec une amplitude thermique annuelle de 14,1 °C. Le cumul annuel moyen de précipitations est de 764 mm, avec 12,3 jours de précipitations en janvier et 7,5 jours en juillet. Pour la période 1991-2020, la température moyenne annuelle observée sur la station météorologique de Météo-France la plus proche, « Alençon - Valframbert », sur la commune d'Alençon à 7 km à vol d'oiseau, est de 11,3 °C et le cumul annuel moyen de précipitations est de 743,7 mm,. Pour l'avenir, les paramètres climatiques de la commune estimés pour 2050 selon différents scénarios d'émission de gaz à effet de serre sont consultables sur un site dédié publié par Météo-France en novembre 2022.

## Urbanisme

### Typologie
Au 1er janvier 2024, Bérus est catégorisée commune rurale à habitat dispersé, selon la nouvelle grille communale de densité à sept niveaux définie par l'Insee en 2022.
Elle est située hors unité urbaine. Par ailleurs la commune fait partie de l'aire d'attraction d'Alençon, dont elle est une commune de la couronne,. Cette aire, qui regroupe 89 communes, est catégorisée dans les aires de 50 000 à moins de 200 000 habitants,.

### Occupation des sols
L'occupation des sols de la commune, telle qu'elle ressort de la base de données européenne d’occupation biophysique des sols Corine Land Cover (CLC), est marquée par l'importance des territoires agricoles (80,7 % en 2018), en diminution par rapport à 1990 (86 %). La répartition détaillée en 2018 est la suivante : 
terres arables (49,4 %), prairies (23,6 %), forêts (11,2 %), zones urbanisées (8,1 %), zones agricoles hétérogènes (7,7 %). L'évolution de l’occupation des sols de la commune et de ses infrastructures peut être observée sur les différentes représentations cartographiques du territoire : la carte de Cassini (XVIIIe siècle), la carte d'état-major (1820-1866) et les cartes ou photos aériennes de l'IGN pour la période actuelle (1950 à aujourd'hui).

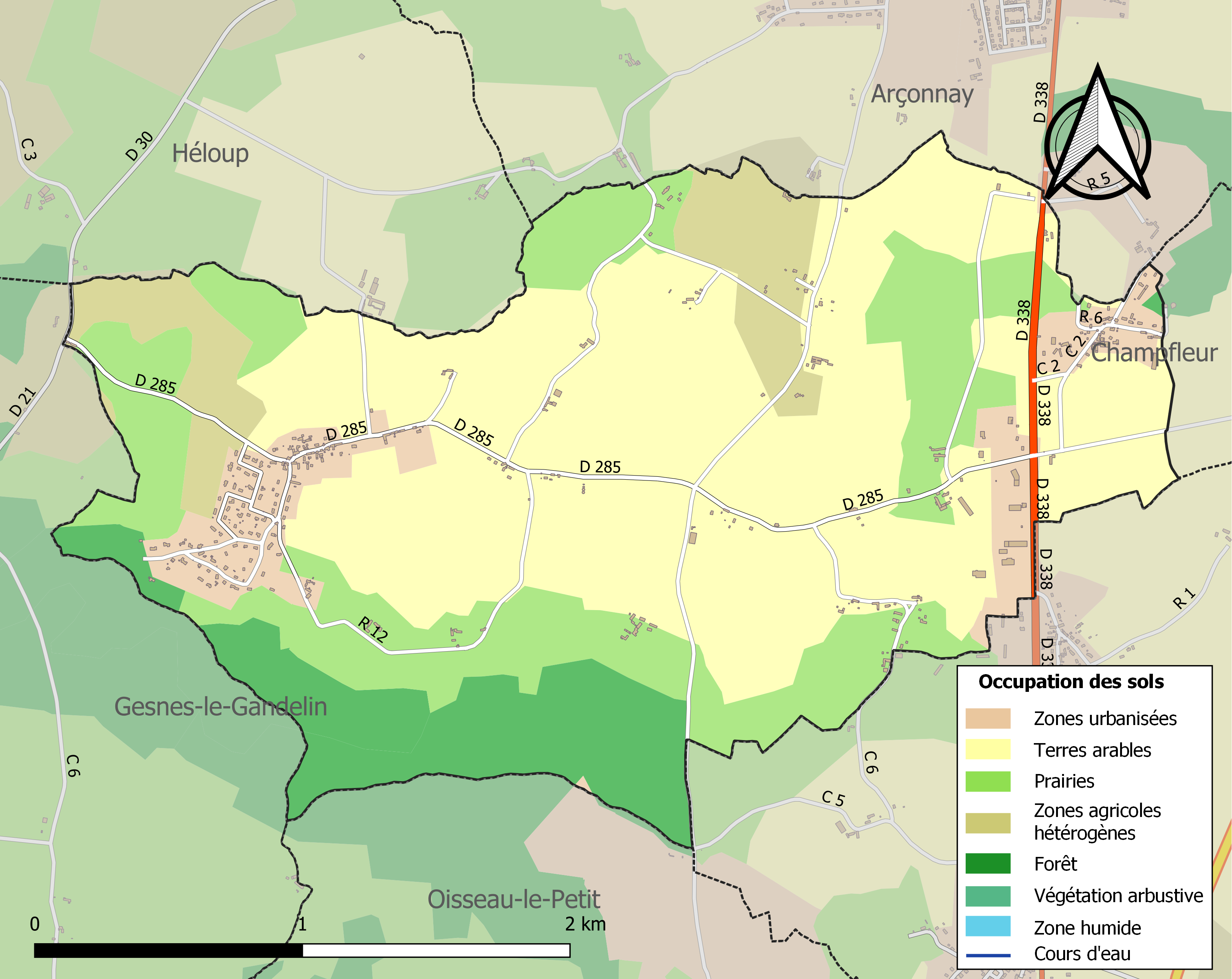
Carte des infrastructures et de l'occupation des sols de la commune en 2018 (CLC).

## Politique et administration
| Période                                  | Période      | Identité       | Étiquette | Qualité                    |
| ---------------------------------------- | ------------ | -------------- | --------- | -------------------------- |
| 1977                                     | mars 2008    | Gilbert Gosset |           | Cadre technico-commercial  |
| mars 2008                                | octobre 2014 | Gille Lamare   | SE        | Conseiller social          |
| décembre 2014                            | En cours     | Gérard Évette  | SE        | Gestionnaire de patrimoine |
| Les données manquantes sont à compléter. |              |                |           |                            |

## Démographie
L'évolution du nombre d'habitants est connue à travers les recensements de la population effectués dans la commune depuis 1793. Pour les communes de moins de 10 000 habitants, une enquête de recensement portant sur toute la population est réalisée tous les cinq ans, les populations de référence des années intermédiaires étant quant à elles estimées par interpolation ou extrapolation. Pour la commune, le premier recensement exhaustif entrant dans le cadre du nouveau dispositif a été réalisé en 2008.
En 2022, la commune comptait 434 habitants, en évolution de −4,19 % par rapport à 2016 (Sarthe : −0,25 %, France hors Mayotte : +2,11 %).
| 1793 | 1800 | 1806 | 1821 | 1831 | 1836 | 1841 | 1846 | 1851 |
| ---- | ---- | ---- | ---- | ---- | ---- | ---- | ---- | ---- |
| 336  | 330  | 340  | 405  | 481  | 494  | 504  | 521  | 515  |

| 1856 | 1861 | 1866 | 1872 | 1876 | 1881 | 1886 | 1891 | 1896 |
| ---- | ---- | ---- | ---- | ---- | ---- | ---- | ---- | ---- |
| 510  | 516  | 552  | 498  | 450  | 369  | 337  | 314  | 300  |

| 1901 | 1906 | 1911 | 1921 | 1926 | 1931 | 1936 | 1946 | 1954 |
| ---- | ---- | ---- | ---- | ---- | ---- | ---- | ---- | ---- |
| 321  | 300  | 270  | 225  | 233  | 204  | 190  | 203  | 179  |

| 1962 | 1968 | 1975 | 1982 | 1990 | 1999 | 2006 | 2008 | 2013 |
| ---- | ---- | ---- | ---- | ---- | ---- | ---- | ---- | ---- |
| 202  | 196  | 239  | 352  | 360  | 366  | 408  | 420  | 450  |

| 2018 | 2022 | - | - | - | - | - | - | - |
| ---- | ---- | - | - | - | - | - | - | - |
| 442  | 434  | - | - | - | - | - | - | - |

## Culture locale et patrimoine

### Lieux et monuments

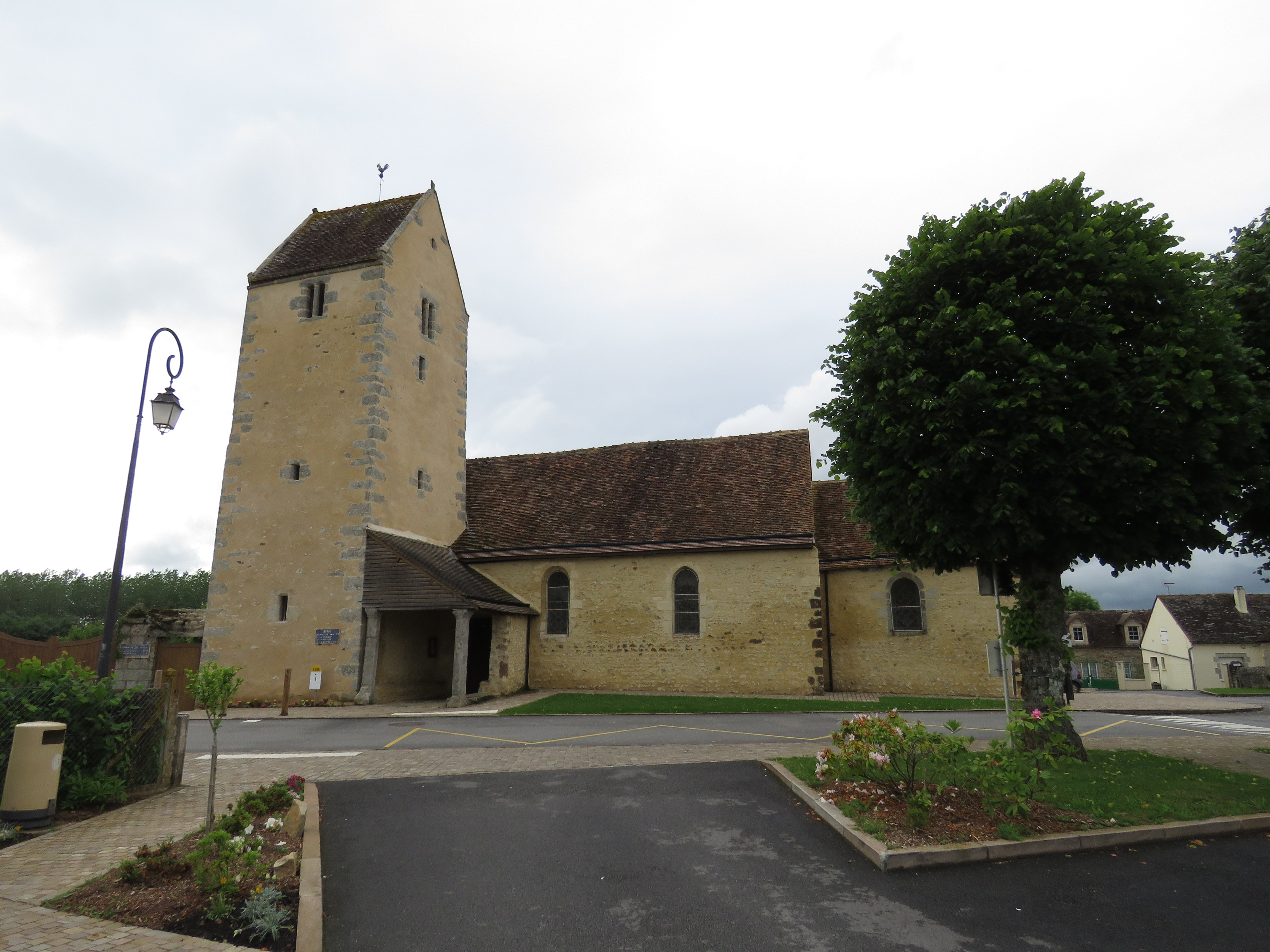
Église Saint-Germain

- Église Saint-Germain, des XIIe, XVe et XVIIIe siècles.
- Manoir de la Poterie, du XVIe siècle.

### Personnalités liées à la commune
- Louis René Le Mouton de Boisdeffre  (1744 au Boisdeffre à Bérus - 1814), maréchal de camp en 1792.
- Son petit-fils, Raoul Le Mouton de Boisdeffre (1839-1919), général de division, chef d'état major général de l'armée, conseiller d'État, grand officier de la Légion d'honneur, ambassadeur extraordinaire au couronnement de Nicolas II.

### Héraldique
| Blason de Bérus | Blason  | De sinople à six tourteaux du champ bordés d'or, 2, 1, 2, 1 et chargés de meubles d'or: le 1er d'un lion ; le 2e d'une hure de sanglier, le 3e de trois molettes d'éperon accompagnées de trois croissants mal ordonnés, le second contourné et le troisième tourné, le 4e de trois gibecières, le 5e d'un épi tigé et feuillé de deux pièces accompagné de cinq croisettes, et le 6e d'une feuille de chêne posée en barre. |
| Blason de Bérus | Détails | Adopté en janvier 1987 |